# Hinckley (Illinois)
Hinckley è un villaggio degli Stati Uniti d'America, situato nello Stato dell'Illinois, nella contea di DeKalb.